# والریا کوروتنکو
والریا کوروتنکو (به انگلیسی: Valeriya Korotenko) متولد (۲۹ ژانویه ۱۹۸۴ در باکو) بازیکن والیبال تیم ملی والیبال زنان آذربایجان است.
والریا از بهترین لیبروهای اروپا است.

## دست آوردها

### فردی
- بهترین لیبریو جام حذفی ترکیه ۲۰۰۹
- بهترین لیبریو لیگ قهرمانان اورپا ۵-۲۰۰۴
- بهترین لیبریو مسابقات قهرمانی اروپا ۲۰۰۵
- بهترین لیبریو جام حذفی یلتسین ۲۰۰۵
- بهترین لیبریو لیگ قهرمانان ۶-۲۰۰۵
- بهترین لیبریو جایزه بزرگ جهانی اروپا ۲۰۰۶
- بهترین لیبرو دور مقدماتی جایزه بزرگ جهانی ۲۰۰۶
- بهترین لیبریو لیگ برتر ترکیه ۸-۲۰۰۷
- بهترین لیبریو جام اروپا ۹-۲۰۰۸
- بهترین دریافت کننده مسابقات تحصیلی قهرمانی جهان ۲۰۱۰
- بهترین لیبریو جام حذفی آذربایجان ۱۰-۲۰۰۹
- بهترین بازیکن چلنج کاپ ۲۰۱۱-۲۰۱۰

## نگارخانه

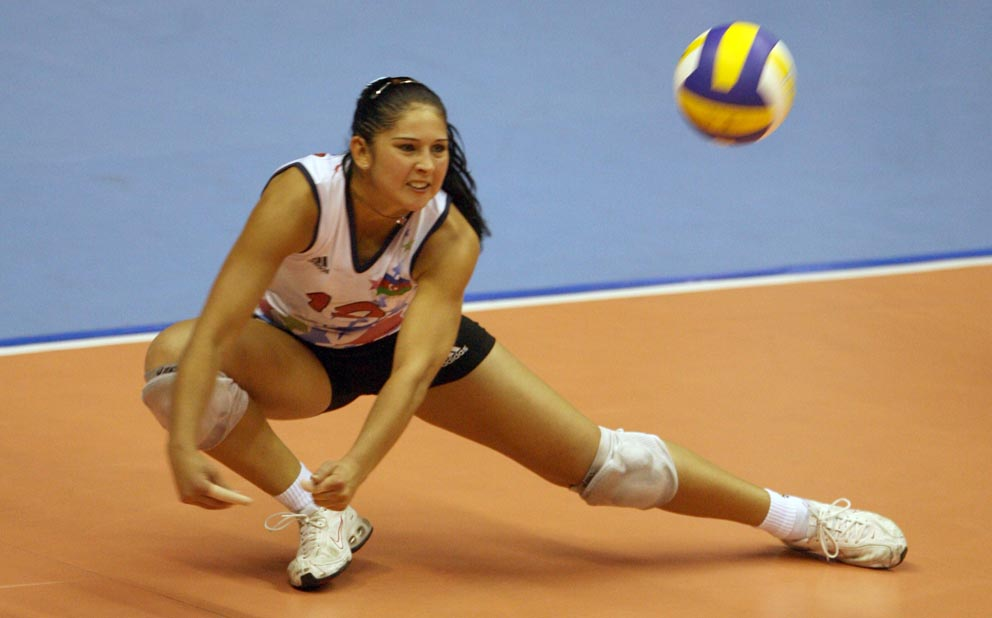
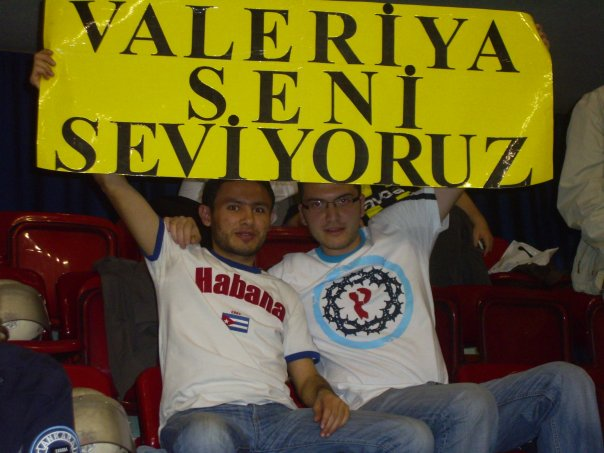
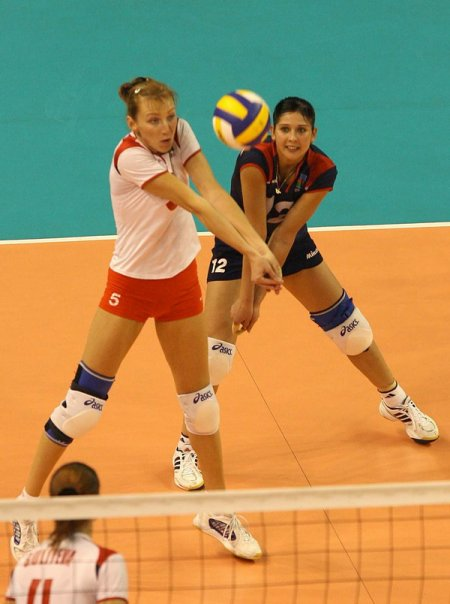
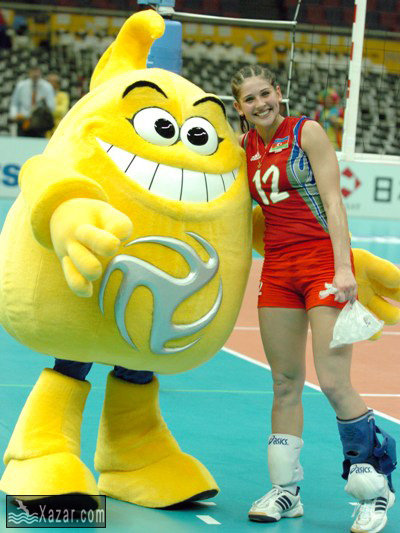
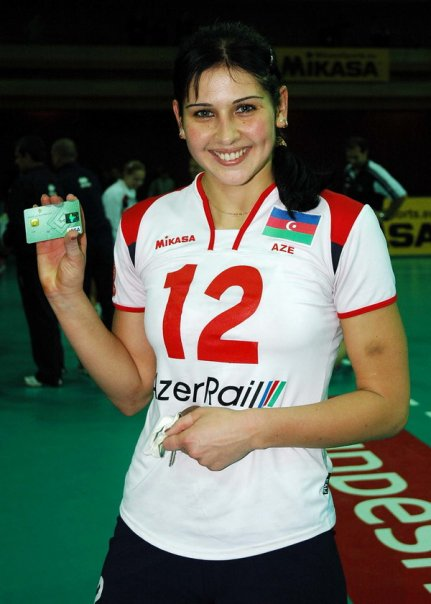
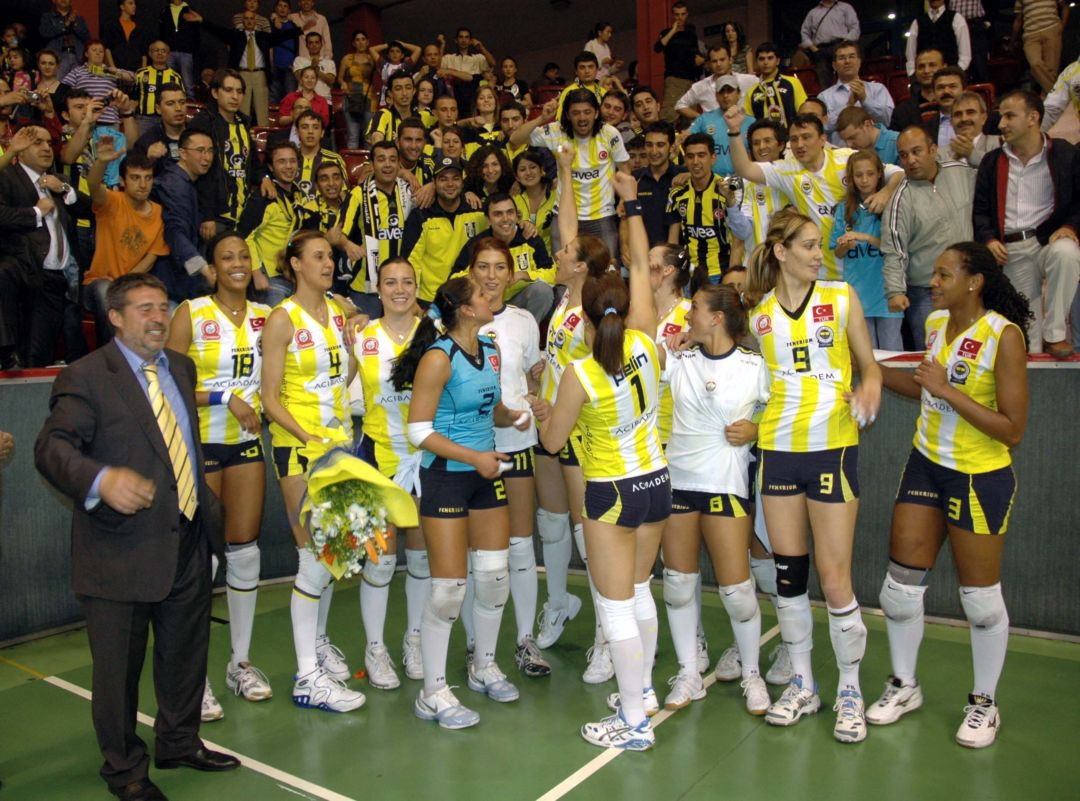